# Дејмос
Дејмос (грчки: Δείμος) је мањи од два Марсова сателита. Открио га је амерички астроном Асаф Хол 12. августа 1877. године, који је открио и други Марсов месец – Фобос. Оба сателита су добила име по пратиоцима бога Ареса (Марса) – Фобосу (Φόβος - страх) и Дејмосу (Δείμος - ужас). Претпоставља се да је Дејмос астероид чија је путања око Марса дозволила да он остане заробљен као сателит. Састављен је претежно од стена богатих угљеником и леда. Пречника је око 12,6 km (15 х 12,2 х 11) и масе око 1,8 х 1015 кг. Могуће је да су марсови сателити по свом постанку астероиди настали у спољашњим деловима сунчева система. Алтернативно Фобос и Дејмос могли су се формирати као Месец, растварањем материјала растрганог с Марса ударом патуљасте планета према нумеричким симулацијама.
Дејмос има средњи полупречник од 6,2 km (3,9 mi) и потребно му је око 30,3 сата да кружи око Марса. Дејмос је удаљен 23,460 km од Марса, што је далеко од Марсовог другог месеца, Фобоса.
Дејмос је слабо видљив са Земље, ако не као светла тачка, био је предмет помних посматрања током свемирског истраживања Црвене планете. Његова површина, фотографирана готово у целости, прекривена је дебелим слојем реголита црвенкасте боје и има светлије пруге који се фокусирају на гребене малих висоравни. Иако је врло кратерисан, Дејмос заправо изгледа врло глатко, вероватно је прошао процес сеизмичке деградације. Његов састав, за који се верује да је сличан саставу астероида типа Д и изумрлих језгара комета, представља озбиљне потешкоће научницима који желе да објаснеи његово порекло.

## Откриће
Јохан Кеплер је први претпоставио да око Марса круже два сателита, погрешно протумачивши анаграм којим је Галилео Галилеј најавио откриће Сатурнових прстенова. Осим тога, знајући да Земља има један сателит, а Јупитер четири (у то време се знало само за Галилејеве сателите) сматрао је логичним да Марс има два сателита. Међутим, истраживања која су спровели Јохан Хајнрих Медлер 1830. у Берлину и Луј д'Арес 1864. у Копенхагену нису дала резултате.
У време велике опозиције Марса (када је Марс био истовремено у опозицији и у перихелу), августа 1877, амерички астроном Асаф Хол је открио прво Дејмос (11/12. августа), а затим и Фобос (17/18. августа). Именовао их је по пратиоцима бога Ареса, грчког пандана римском Марсу. За грчке уместо латинских назива се одлучио због неконзистентних превода на латински (тако се Дејмос среће као Палор, Терор или Формид код различитих староримских аутора).

## Особине
Дејмос, попут Марсовог другог месеца Фобоса, има електромагнетни спектар, албедо и густину сличну астероидима типа  или . Попут многих тела његове величине, Дејмос је изузетно неправилног облика димензија 15 × 12.2 × 10.4 . Маса му је 1,8 × 1015 kg (6 пута мање од Фобоса). Орбитална брзина износи 13,5 km/h, а брзина ослобађања износи 0,01 km/s. Марс обиђе за око 1 дан (30 сати). Састављен је од стена богатих угљеним материјалом, попут астероида Ц-типа и угљено-хондритних метеорита. Покривен је ударним кратерима, али му је површина глаткија од Фобосове, чему је узрок деломично пуњење кратера реголитом. Реголит је високо порозан и радарска испитивања густине показују вредности од само 1,1 g/cm³. Два највећа кратера су Свифт и Волтер, сваки широк око 3 . Упркос малој гравитацији, забележено је клизање материјала низбрдо.

## Орбиталне карактеристике
Дејмосова орбита готово је кружна и близу је Марсове екваторијалне равни. Према неким хипотезама, могуће је да је Марсов даљи сателит заправо астероид који је Јупитер избацио у орбиту која је дозволила „заробљавање” од стране Марса. Ова је хипотеза још увек контраверзна и оспоравана. Дејмос и Фобос имају доста кружне орбите које леже готово тачно на Марсовој екваторијалној равни и стога је њихово „хватање” у орбиту претпостављало почетно кружење веома ексцентричним орбитама, те подешавање инклинације (нагиба) на екваторијалну раван. Ово је вероватно успело захваљујући комбинацији атмосферских привлачних и плимних сила, мада није у потпуности јасно да ли има довољно расположивог времена да би се наведено догодило и Дејмосу.
Гледано с Дејмоса, Марс би се појављивао 1.000 пута већи и 400 пута светлији него пун Месец посматран са Земље, те би покривао 11. део небеске сфере.

Посматран с Марса, Демос би имао угаони пречник не већи од 2.5 минута (60 минута чине 1 степен) и изгледао би се готово попут звезде. У тренутцима најјачег сјаја („пун месец”) чинио би се сјајним попут Венере посматрано са Земље; у првој или трећој четвртини његова би се светлост могла упоредити са светлошћу Веге. Помоћу малог телескопа посматрач с Марса могао би видети Дејмосове фазе, што би трајало 1.2648 дана (Дејмосов синодички орбитални период).
За разлику од Фобоса, чије је окретање око Марса толико брзо да он заправо излази на западу, а залази на истоку, Дејмос излази на истоку, а залази на западу. Међутим, синодички орбитални период Дејмоса је око 30.4 сата и већи је од Марсовог сунчевог дана (сола), који је дуг око 24.7 сати, тако да је потребно да прође око 2.7 дана од Дејмосовог изласка до његовог заласка (за посматрача који се налази на Марсовом екватору). Због тога што је Дејмосова орбита релативно близу Марсу и има веома малу инклинацију на Марсов екватор, тај сателит се не види с географске ширине веће од 82.7°.
Марсов ближи месец Фобос ће за 10 до 20 милијуна година бити растрган на комадиће плимним силама ради Марсове гравитацијске силе. Дејмос, за разлику од њега, ће остати постојан.

### Соларни транзит
За посматрача с Марса Дејмос пролази правилно испред Сунца. Сателит је премали да би изазвао тотално помрачење и примећивао би се једино као мала црна тачка на Сунчевој површини. Његов угаони пречник је величине 2,5 пречника Венере посматрано са земље. Дана 4. марта 2004. транзит Дејмоса фотографиран је с марсохода Опортјунити, а 13. марта с марсохода Спирит.

## Порекло
Порекло Марсових месеца још је увек контраверзна тема. Фобос и Дејмос имају много заједничког са карбонатним астероидима Ц-типа, те с електромагнетним спектром, албедом и густином сличним онима астероида Ц-типа или Ђтипа. Једна од претпоставки, која се позива на наведену сличност, каже да би они могли бити „заробљени” астероиди из главног астероидног појаса. Оба месеца имају веома кружне орбите које леже готово тачно на Марсовој екваторијалној равни и стога је њихово „хватање” у орбиту претпостављало почетно кружење веома ексцентричним орбитама, те подешавање инклинације (нагиба) на екваторијалну раван.
„Заробљавање” такође захтева расипање енергије. Тренутна Марсова атмосфера превише је ретка да би могла ухватити објект величине Фобоса атмосферским кочењем. Џефри Ландис истакао је да се могло догодити и заробљавање бинарног астероида, који се потом раздвојио под утицајем плимних сила.
Фобос би могао бити објект Сунчевог система друге генерације настао акрецијом (скупљањем) у орбити након формирања Марса. Постоје мишљења да је то вероватније него идеја да је Фобос настао из истог облака материје из којег је настао Марс.
Друга хипотеза каже да је Марс некад био окружен великим бројем објеката величине Фобоса и Дејмоса, вероватно избаченим у орбиту након ударца великог планетезимала на површину планете.